# St. Martin (Deiningen)

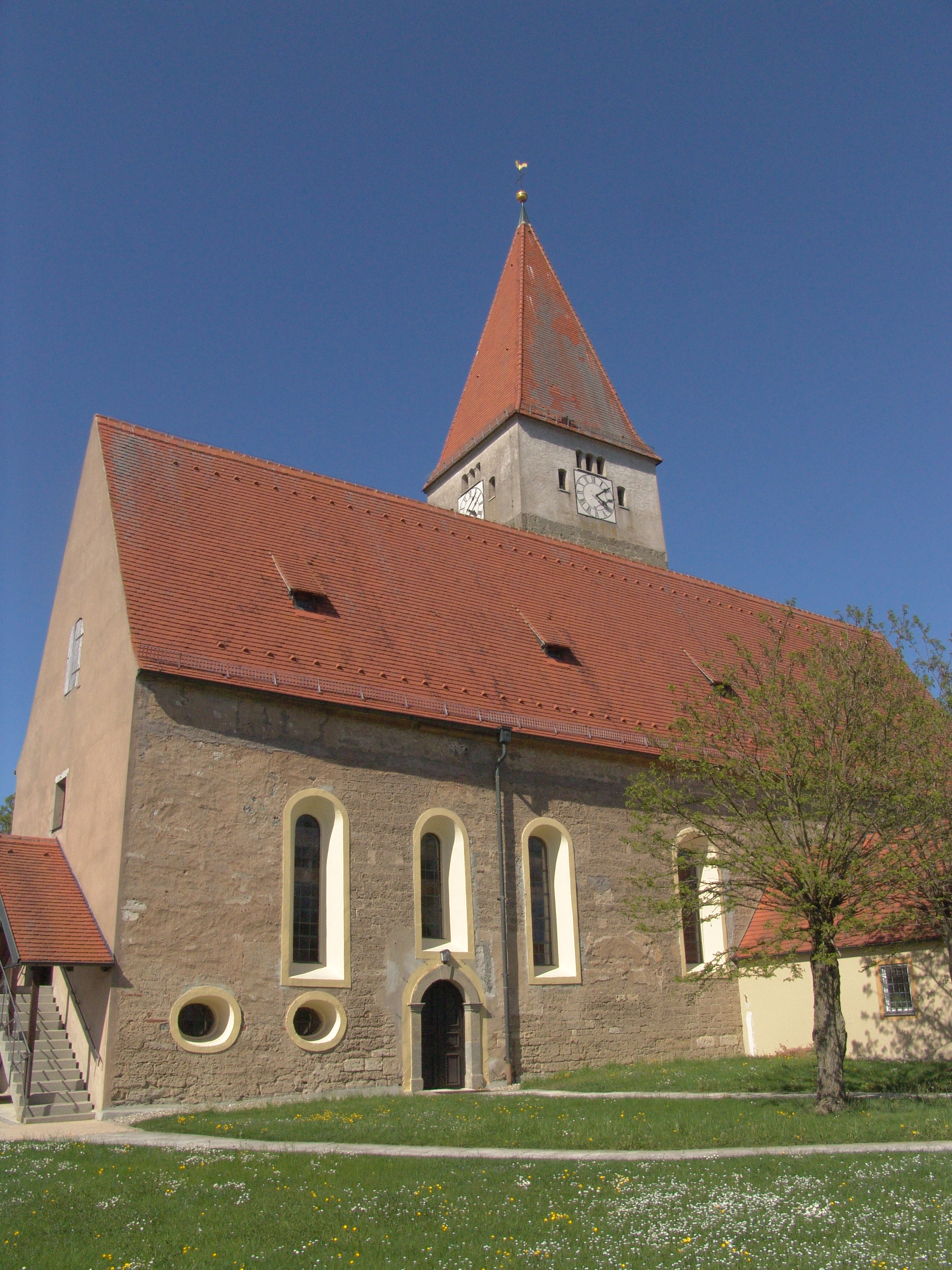
St. Martin in Deiningen

Die römisch-katholische Pfarrkirche St. Martin, die von 1616 bis 1961 Simultankirche war, steht in Deiningen, einer Gemeinde im schwäbischen Landkreis Donau-Ries von Bayern. Das Bauwerk ist in der Liste der Baudenkmäler in Deiningen als Baudenkmal unter der Nr. D-7-79-130-1 eingetragen. Die Kirchengemeinde gehört zum Dekanat Nördlingen des Bistums Augsburg.

## Beschreibung
Die Saalkirche besteht aus einem Langhaus, einem aus der Längsachse nach Süden leicht verschobenen, von Strebepfeilern gestützten Chor im Osten, die beide am Ende des 14. Jahrhunderts erbaut wurden, einem Chorflankenturm auf quadratischem Grundriss an der Nordwand und der Sakristei an der Südwand des Chors. Der Chorflankenturm wurde 1702 um ein Geschoss, das die Turmuhr und den Glockenstuhl mit drei Kirchenglocken beherbergt, aufgestockt und mit einem hohen Pyramidendach bedeckt. Das Langhaus wurde um 1740 nach Westen verlängert. Sein Innenraum ist mit einer Flachdecke überspannt. Von Johann Michael Zink stammen das Altarretabel des Hochaltars und die Fresken im Langhaus mit dem Lamm Gottes, der Krönung Mariens und der Anbetung der Könige. Ferner werden ihm die Bemalung der Brüstungen der Emporen mit den Aposteln und den Evangelisten zugeschrieben.